# اس‌ام یو-۱۱۲
اس‌ام یو-۱۱۲ (به انگلیسی: SM U-112) یک زیردریایی است که طول آن 70.60 m (overall) می‌باشد. این زیردریایی در سال ۱۹۱۷ ساخته شد.